# Manuel Baldenebro Arredondo
Manuel de Jesús Baldenebro Arredondo (Ciudad Obregón, Sonora, 13 de mayo de 1962) es una médico, sindicalista y político mexicano, integrante actual del partido Movimiento Regeneración Nacional (Morena) y con anterioridad del Partido Revolucionario Institucional (PRI) y del Partido Encuentro Social (PES). Ha sido presidente municipal de San Luis Río Colorado, Sonora y ha sido diputado federal de 2018 a 2021 y reelegido al periodo de 2021 a 2014.

## Biografía
Es médico cirujaro partero egresado de la Universidad Autónoma de Baja California (UABC) y tiene la especialidad en cirugía general por el Centro Médico del Noroeste, así como un diplomado en Cirugía Laparoscópica y Endoscopia Gastrointestinal.
De 1990 a 1994 fue médico familiar en el Instituto Mexicano del Seguro Social (IMSS) y a partir de 1994 médico cirujano en la misma institución, de 1995 a 2009 fue también médico cirujano en el Instituto de Seguridad y Servicios Sociales de los Trabajadores del Estado de Sonora (ISSSTESON). 
De 1990 a 2013 fue militante del PRI, en donde ingresó a través de la Confederación Nacional de Organizaciones Populares (CNOP). De 1995 a 1997 fue secretario general de la Delegación 5 del Sindicato Nacional de Trabajadores del Seguro Social (SNTSS), de 1997 a 1999 integrante de la comisión de Seguridad e Higiene del mismo sindicato y de 1999 a 2001 nuevamente secretario general. De 2001 a 2005 fue presidente de la comisión de Fomento a la Vivienda y de 2005 a 2013 secretario de Conflictos, ambos de la Sección VII del SNTS.
En las elecciones de 2009 es candidato del PRI a presidente municipal de San Luis Río Colorado, resultando triunfador en el proceso, y asumiendo el cargo para el periodo de 2009 a 2012, durante este cargo causó polémica por haber establecido una recompensa monetaria para los ciudadanos que entregaran un perro sin dueño para su sacrificio. Se separó del cargo para ser candidato del PRI a diputado federal por el Distrito 1 de Sonora, pero resultó derrotado por su competidor del PAN, José Enrique Reina Lizárraga. En 2013 fue consejero estatal del PRI.
En 2014 renunció al PRI y se unió al Partido Encuentro Social, que se año lo nombró como su presidente estatal en Sonora y en las elecciones de 2015 lo postuló como su candidato a gobernador; en dichas elecciones logró un total de 10,581 votos, quedando en octavo lugar de las preferencias, sin embargo antes del fin de la contienda pidió el voto para la candidata del PRI, Claudia Pavlovich Arellano, quien a la postre resultó triunfadora. De 2015 a 2017 fue gerente regional de Telecom, Zona Noroeste.
En 2017 fue nuevamente secretario general de la Sección VII del SNTSS y en 2019 consejero propietario del PES ante el Instituto Nacional Electoral (INE). En 2018, como parte de la coalición Juntos Haremos Historia, fue postulando nuevamente a la diputación federal del Distrito 1, logrando en esta ocasión el triunfo. Ejerció en la LXIV Legislatura de ese año a 2021 y en la que fue presidente de la comisión de Trabajo y Previsión Social; e integrante de las comisiones de Salud; y, de Seguridad Social. Se separó del cargo mediante licencia entre el 4 y el 25 de marzo de 2021.
En las elecciones de 2021 fue postulado a la reelección por el mismo distrito, pero en esta ocasión por Morena. Volvió a ganar la elección, para la LXV Legislaturaque concluirá en 2024. En ella es de nuevo presidente de la comisión de Trabajo y Previsión Social; e integrante de las comisiones de Recursos Hidráulicos, Agua Potable y Saneamiento; de Seguridad Social; de Cambio Climático y Sostenibilidad; y, de Pesca.